# جون إرينريك
جون إرينريك (بالإنجليزية: John Ehrenreich)‏ هو أستاذ جامعي وعالم نفس أمريكي، ولد في 20 فبراير 1943.